# Team Suzuki (videojuego)
Team Suzuki es un videojuego de carreras de 1991 desarrollado y publicado por Gremlin Graphics para Amiga, Atari ST y MS-DOS. Una versión demo del juego, titulada Team Suzuki: Trainer Disk, fue lanzada en 1991. Incluye solo el modo de práctica.

## Jugabilidad
Team Suzuki es un juego de simulación de carreras de motos. El juego cuenta con tres modos: práctica, carrera individual y temporada. El objetivo del modo temporada es ganar el Campeonato Mundial conduciendo una motocicleta Suzuki. Una temporada consta de 16 carreras en 16 pistas diferentes. Hay tres clases disponibles para competir: 125cc, 250cc y 500cc. El juego cuenta con modelado de daños y la carrera termina si la motocicleta sufre un daño del 100%.

## Recepción
Computer and Video Games dijo: "Me sorprendió descubrir que incluso supera a Lotus Esprit Turbo Challenge en cuanto a velocidad y emoción". y concluyó que "Básicamente, este es el mejor, más rápido, más emocionante y desafiante juego de carreras disponible, ¡y una pieza esencial de software para la colección de cualquiera!" Aktueller Software Markt resumió: "Con Team Suzuki, Gremlin Graphies ha creado un juego de motos realmente jugable que, a pesar de todo, tiene sus debilidades". The One dijo que los gráficos en la versión de Atari ST son mejores que en Amiga, pero el sonido es peor. .info concluyó diciendo: "Eso es lo que hace que Team Suzuki sea un buen juego: mantiene las carreras en primer plano sin sobrecargarlas con un montón de adornos innecesarios. Los adornos ciertamente están ahí, pero se quedan sensatamente en un segundo plano hasta que los quieres". Games-X analizó el Trainer Disk y dijo que "en general, creo que es una gran idea. El único problema es la durabilidad, ¡ya que pronto lo superarás!".